# Adolf von Sacken
Adolf Freiherr von Sacken (* 16. Mai 1830 in Wien; † 12. März 1900 in Wien) war ein österreichischer Feldmarschallleutnant und Archivar.

## Leben und Wirken
Adolf von Sacken besuchte bis 1847 die Militärakademie in Wiener Neustadt und kam dann, 1847 zum Leutnant ernannt, im Jahre 1849 zum Generalstab. Von 1853 bis 1854 besuchte er die k.k. Kriegsschule in Wien. Als Offizier nahm er an verschiedenen Feldzügen teil. Von 1856 bis 1856 war er, inzwischen Hauptmann i. G., Festungskommandant in Ancona. Von 1866 bis 1868 arbeitete er als Professor an der Kriegsschule Wien, von 1873 bis 1876 war er Leiter des Büros für Kriegsgeschichte, seit 1876 arbeitete er als Vorstand am Kriegsarchiv Wien, dessen Bestand er umfassend ausbaute.  Als er 1886 in den Ruhestand ging, hatte er (seit 1883) den Rang eines Feldmarschallleutnants.
Von 1876 bis 1886 war er Herausgeber der „Mitteilungen des Kriegsarchivs“.
Sein Bruder war der österreichische Archäologe und Kunsthistoriker Eduard von Sacken.

## Schriften
- Ueber Karten und Pläne und deren Werth für die k. k. Truppen-Offiziere. Nebst kurzer Anleitung f. d. Unterricht d. Unteroffiziere im Karten- u. Plan-Lesen. Seidel, Wien 1870.

- Das k.k. Kriegsarchiv. Geschichte und Monographie. Verl. des K. K. Generalstabes in Commission bei Carl Gerold, Wien 1878.
- Das österreichische Corps Schwarzenberg-Legeditsch. Beitrag zur Geschichte der politischen Wirren in Deutschland 1849 - 51. In: Mittheilungen des k. und k. Kriegs-Archivs; N.F., Bd. 8 (1894) (161 S.).
- Über Glück und Unglück im Kriege mit Beispielen aus der neueren Geschichte. Braumüller, Wien 1896.
- Ein militärisches Gedenkblatt gewidmet der k. und k. Wehrmacht. Braumüller, Wien 1898.
- Politik und Krieg. Betrachtungen über das Heerwesen der Gegenwart bei den Grossmächten des europäischen Continents. Braumüller, Wien 1898.
- Die Botschaft des Czars. Keine Abrüstung aber eine Reform, eine Veredlung des Wehr- und Kriegswesens. Braumüller, Wien 1899.
- Zur Reform des Wehrwesens bei den Grossmächten des europäischen Continents. Eine militärische Stimme über die Ergebnisse der Haager Conferenz. Braumüller, Wien 1900 (Digitalisat).